# Eleccions legislatives turques de 1999
Les eleccions legislatives turques de 1999 se celebraren el 18 d'abril de 1999 per a renovar els 550 diputats de la Gran Assemblea Nacional de Turquia. El partit més votat fou el Partit Democràtic d'Esquerra i el seu cap Bülent Ecevit fou nomenat primer ministre de Turquia. Formà un govern de coalició amb l'ANAP i el MHP.

## Resultats
Resultats de les eleccions a l'Assemblea de Turquia de 18 d'abril de 1999.
| Partits | Partits                                                                | Vots       | Vots   | Vots  | Escons | Escons |
| Partits | Partits                                                                | No.        | %      | +− %  | No.    | +−     |
| --- | ---------------------------------------------------------------------- | ---------- | ------ | ----- | ------ | ------ |
| | Partit Democràtic d'Esquerra (Demokratik Sol Parti)                    | 6,919,670  | 22.19  | +7.55 | 136    | +60    |
| | Partit del Moviment Nacional (Milliyetçi Hareket Partisi)              | 5,606,583  | 17.98  | +9.8  | 129    | +129   |
| | Partit de la Virtud (Fazilet Partisi)                                  | 4,805,381  | 15.41  | -5.97 | 111    | -47    |
| | Partit de la Mare Pàtria (Anavatan Partisi)                            | 4,122,929  | 13.22  | -6.43 | 86     | -46    |
| | Partit de la Recta Via (Doğru Yol Partisi)                             | 3,745,417  | 12.01  | -7.13 | 85     | -50    |
| | Partit Republicà del Poble (Cumhuriyet Halk Partisi)                   | 2,716,094  | 8.71   | -2.00 | 0      | -49    |
| | Partit de la Democràcia del Poble (Halkın Demokrasi Partisi)           | 1,482,196  | 4.75   | +0.58 | 0      | 0      |
| | Partit de la Gran Unió (Büyük Birlik Partisi)                          | 456,353    | 1.46   |       | 0      |        |
| | Partit de la Llibertat i el Socialisme (Özgürlük ve Dayanışma Partisi) | 248,553    | 0.80   |       | 0      |        |
| | Partit Democràtic de Turquia (Demokrat Türkiye Partisi)                | 179,871    | 0.58   |       | 0      |        |
| | Partit Liberal Democràtic (Liberal Demokrat Parti)                     | 127,174    | 0.41   |       | 0      |        |
| | Partit Democràtic (Demokrat Parti)                                     | 92,093     | 0.30   |       | 0      |        |
| | Partit de la Nació (Millet Partisi)                                    | 79,370     | 0.25   | -0.20 | 0      |        |
| | Partit de la Pau (Barış Partisi)                                       | 78,922     | 0.25   |       | 0      |        |
| | Partit dels Treballadors (İşçi Partisi)                                | 57,607     | 0.18   | -0.04 | 0      |        |
| | Partit del Treball (Emek Partisi)                                      | 51,756     | 0.17   |       | 0      |        |
| | Partit del Renaixement (Yeniden Doğuş Partisi)                         | 44,787     | 0.14   | -0.20 | 0      |        |
| | Partit del Govern Socialista (Sosyalist İktidar Partisi)               | 37,680     | 0.12   |       | 0      |        |
| | Partit dels Canvis a Turquia (Değişen Türkiye Partisi)                 | 37,175     | 0.12   |       | 0      |        |
| | Partit de la Democràcia i la Pau (Demokrasi ve Barış Partisi)          | 24,620     | 0.08   |       | 0      |        |
| | Independents                                                           | 270.265    | 0.87   | +0.39 | 3      | +3     |
| Vots vàlids | Vots vàlids                                                            | 31,184,496 | 100,00 |       | 550    | 0      |
| Vots nuls | Vots nuls                                                              | 1,471,574  |        |       |        |        |
| Electors | Electors                                                               | 37,495,217 |        |       |        |        |
| Participació | Participació                                                           | 87,09%     |        |       |        |        |
| - Resultats del Fazilet Partisi (FP) comparats amb el Partit del Benestar (RP) a les eleccions aneriors - Font: BBC a Turquia |                                                                        |            |        |       |        |        |